# 弗洛里安·凯勒
弗洛里安·凯勒（德語：Florian Keller，1981年10月3日—），德国男子曲棍球运动员。他曾代表德国参加2008年夏季奥林匹克运动会曲棍球比赛，获得一枚金牌。

## 家庭
祖父埃尔温·凯勒。父亲卡斯滕·凯勒。哥哥安德烈亚斯·凯勒，姐姐纳塔莎·凯勒。